# کورینا اونگورانو
کورینا اونگورانو (به انگلیسی: Corina Ungureanu) ژیمناست زادهٔ ۲۹ اوت ۱۹۸۰ میلادی اهل کشور رومانی است.